# ریچارد کینگسان
ریچارد کینگسان (انگلیسی: Richard Kingson؛ زادهٔ ۱۳ ژوئن ۱۹۷۸) یک بازیکن فوتبال اهل غنا است.
وی همچنین در تیم ملی فوتبال غنا بازی کرده‌است.